# محمود مقامی
محمود مقامی (زاده ۲۱ خرداد ۱۳۳۶ در قزوین) هنرپیشه و کارگردان سینما و تلویزیون اهل ایران است که با فیلم تاراج به کارگردانی ایرج قادری سال ۱۳۶۴ به عرصه سینمایی وارد شد.

## فیلم‌شناسی

### سینمایی
1. اشک نرگس (احمد عبداللهیان ۱۳۹۵)
2. سایه (مسعود نوابی ۱۳۹۴)
3. چهار اصفهانی در بغداد (محمد رضا ممتاز ۱۳۹۴)
4. اخراجی‌ها ۳ (مسعود ده‌نمکی، ۱۳۸۹)
5. اخراجی‌ها (مسعود ده‌نمکی، ۱۳۸۵)
6. ستایش (۱۳۸۵)
7. کوچولوی خوش‌شانس (بابک نوری ۱۳۸۳)
8. فریاد در شب (کریم رجبی ۱۳۸۲)
9. یک الف ناقابل (محمد عرب ۱۳۸۰)
10. شیفته (محمدعلی سجادی، ۱۳۷۹)
11. رنجر (احمد مرادپور، ۱۳۷۸)
12. نیمه گمشده (محمدعلی آهنگر، ۱۳۷۸)
13. یورش (محسن محسنی‌نسب، ۱۳۷۶)
14. ارابه مرگ (رضا قهرمانی، ۱۳۷۵)
15. می‌خواهم زنده بمانم (ایرج قادری، ۱۳۷۳)
16. دادستان (بزرگ مهر رفیعا ۱۳۷۰)
17. آتش پنهان (حبیب کاوش ۱۳۶۹)
18. تاراج (ایرج قادری ۱۳۶۴)

### تلویزیونی
1. خانه در آتش (۱۳۷۳ علی نقی لو)
2. امام علی (۱۳۷۵ داوود میرباقری)
3. کهنه‌سوار (۱۳۷۶ اکبر خواجویی)شبکه۳
4. فردا دیر است (۱۳۷۶–۱۳۷۷ حسن فتحی) شبکه ۳
5. بوی خاک (۱۳۷۷ مربوط به برنامه سیمای خانواده شبکه ۱)
6. پس از باران (۱۳۷۹ سعید سلطانی)
7. سیب ترش (۸۱–۱۳۸۰ خسرو معصومی)
8. فصل زرد (۱۳۸۴ محمدرضا زهتابی)
9. یک مشت پر عقاب (۱۳۸۶ اصغر هاشمی)
10. قاب‌های خالی (۸۷–۱۳۸۶ مرتضی هرندی)
11. خط‌شکن (۱۳۸۷ مسعود تکاور)
12. کیمیا (۱۳۹۴ جواد افشار)
13. معمای شاه در نقش مهدی عراقی (۹۵–۱۳۹۴ محمدرضا ورزی)
14. سلام آقای مدیر (١٣٩٨ علیرضا توانا)
15. دادستان (١٣٩٩ مسعود ده نمکی)
16. فریبا (۱۴۰۳ محمود معظمی)
17. دستی برای دوستی (رضا رنجبر)
18. زمانی برای عاشقی (محمدحسین لطیفی)
19. خاتون (سید فیاض موسوی)
20. آینه عشق
21. قصه‌های قرارگاه (جلال سامان)
22. ترانه مادری (حسین سهیلی‌زاده)

### تله فیلم
1. «زبرجد» ساخته مجتبی اسدی‌پور
2. «شهد»
3. صبح فرشته (امیر جاودانی‌زرین
4. اربعین
5. سفری برای صفر ساخته حسن جوانبخت 1390
6. اشک فرات ۱۴۰۳)کارگردان و تهیه‌کننده علی بیطرفان)

(جانشین تهیه‌کننده مصطفی فرجی )
کادو
1. به رنگ انار(یلدامینا)ساخت اسرافیل علمداری

1391

### کارگردانی
1. نفرت (تله فیلم ۱۳۸۲)
2. مزد عشق (نویسنده، کارگردان، طراح صحنه ۱۳۸۶)
3. شب گمشده (مشاور کارگردان، بازیگر ۱۳۸۹)
4. رد پای فرشته (مشاور کارگردان، بازیگر ۱۳۹۵)
5. شراره (کارگردان) 1397
6. مینی سریال شب (کارگردان) 1397
7. اشک برف (کارگردان) ۱۳۹۸
8. یه افسانه بود (کارگردان) ۱۳۹۹